# XHTV-TDT
A Foro TV é uma emissora de televisão mexicana sediada na Cidade do México, no Distrito Federal. Opera no 15 UHF digital e 4 virtual. Pertence à Televisa. A FOROtv está disponível em várias empresas de televisão por assinatura no México, juntamente com várias operadoras nos Estados Unidos como parte da parceria da Televisa e da Univision (embora com programação local e de esportes substituídos por anúncios americanos e blocos de notícias gravados). É a emissora de TV mais antiga do México e da América Latina.

## História
A XHTV foi a primeira estação de televisão do México e da América Latina, sendo inaugurada em 1 de setembro de 1950, sendo uma das bases da criação do Telesistema Mexicano, que deu origem à Televisa em 1972.
Em 2001, a XHTV começou a usar o nome 4TV com uma programação local voltada para a região metropolitana da Cidade do México, além de seriados norte-americanos e filmes mexicanos. O slogan da 4TV era "O canal da cidade".
Em 30 de agosto de 2010, ano em que o canal completou 60 anos, o nome do canal foi mudado para FOROtv, passando a ser um canal de notícias 24 horas, semelhante às brasileiras GloboNews e BandNews TV e a britânica BBC World News. A maioria dos telejornais da Televisa foram transferidos para o canal, como o Las Noticias por Adela, além da criação de novos telejornais e programas de entrevistas. 
Sob este formato, o canal procurou imitar o sucesso alcançado pelo seu antecessor Noticias ECO (que operou de 1988 até 2001). Atualmente, a FOROtv concorre em um movimentado espaço destinado aos canais de notícias, concorrendo com o ADN40 (pertencente à TV Azteca), Milenio Televisión, Excélsior TV e CNN en Español.

## Programas atuais
- Las Noticias con Erik Camacho
- Matutino Express
- Paralelo 23
- Noticias MX
- A las Tres
- Fractal
- Agenda Pública
- En Una Hora
- Hora 21
- Es La Hora De Opinar
- Oppenheimer Presenta

### Esportes
O FOROtv também apresenta alguns programas esportivos; entre as coberturas feitas pelo canal estão a Fórmula 1, MLB, NHL, NBA, NFL e NASCAR.

## Emissoras
A programação da FOROtv está disponível em tempo integral pela XHTV-TDT na Cidade do México.
Em janeiro de 2018, a Televisa foi autorizada a colocar a FOROtv como um subcanal digital em seis de suas estações regionais, principalmente no norte do México. Outras 18 estações em Guadalajara, Monterrey, San Luis Potosí, Morelia e Puebla, seguida por Aguascalientes, Chihuahua, Cuernavaca, León, Torreón, Toluca e Durango, e mais tarde Acapulco, Coatzacoalcos, Culiacán, Mérida, Oaxaca, Querétaro, Saltillo e Xalapa adicionaram a programação da FOROtv no início de 2018.
A falta de estações com a programação 24 horas da FOROtv, no entanto, era tradicionalmente complementada através de parcerias da Televisa com emissoras locais e pela maioria das estações regionais da Televisa. A maioria dessas estações só recebia noticiários selecionados nos principais horários. Com o fim da parceria da Televisa com as emissoras locais, a programação da FOROtv deixou de ser exibida nesses canais.